# Tangara palmeri
A Tangara palmeri  a madarak osztályának verébalakúak (Passeriformes) rendjébe és a tangarafélék (Thraupidae) családjába tartozó  faj.

## Rendszerezése
A fajt Carl Eduard Hellmayr osztrák ornitológus írta le 1909-ben, a Calospiza nembe Calospiza palmeri néven. Sorolják a Poecilostreptus nembe Poecilostreptus palmeri néven is.

## Előfordulása
Közép-Amerika déli és Dél-Amerika északnyugati részén, Panama, Kolumbia és Ecuador területén honos. Természetes élőhelyei a szubtrópusi és trópusi síkvidéki esőerdők. Állandó, nem vonuló faj.

## Megjelenése
Testhossza 15 centiméter, testtömege 30–32,6 gramm.

## Életmódja
Gyümölcsökkel, bogyókkal és ízeltlábúakkal táplálkozik.

## Természetvédelmi helyzete
Az elterjedési területe nem nagy, egyedszáma ugyan csökken, de még nem éri el a kritikus szintet. A Természetvédelmi Világszövetség Vörös listáján nem fenyegetett fajként szerepel.